# La foresta pietrificata
La foresta pietrificata (The Petrified Forest) è un film del 1936 diretto da Archie Mayo.
Tratto dall'omonimo dramma teatrale di Robert E. Sherwood rappresentato a Broadway l'anno precedente, il film ha come interpreti principali Leslie Howard e Bette Davis. Howard aveva già fatto parte del cast di Broadway nello stesso ruolo, così come Humphrey Bogart. La Warner Bros. aveva inizialmente pensato di affidare il ruolo di Duke Mantee al più affermato Edward G. Robinson, ma Howard minacciò di abbandonare la produzione se fosse stato scelto un altro attore per il ruolo del gangster. Il film rese Bogart una star e l'attore fu grato a Howard per il resto della vita, tanto da dare alla propria figlia il nome di Leslie Howard Bogart. La foresta pietrificata fu proiettato in anteprima a New York il 6 febbraio 1936.

## Trama

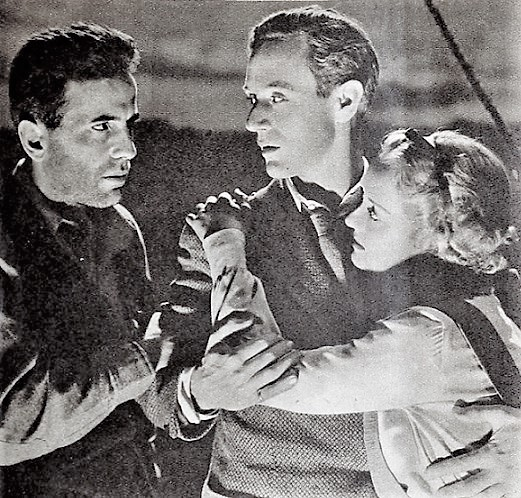
Humphrey Bogart, Leslie Howard e Bette Davis in una foto di scena

Alan Squier, uno scrittore britannico disilluso, sbandato senza un soldo, arriva in una tavola calda a Black Mesa, una remota cittadina dell'Arizona ai margini del parco nazionale di Petrified Forest. Il locale è gestito da Jason Maple insieme alla figlia Gabrielle e al padre, sempre pronto a raccontare ai clienti le storie delle sue avventure nel West con personaggi come Billy the Kid. La madre di Gabrielle, una sposa di guerra francese che aveva seguito il giovane marito in America, era tornata in Francia dopo un paio d'anni abbandonando il marito e la bambina. Ogni anno spedisce un libro a Gabrielle, che non prova rancore e sogna anzi di trasferirsi a Bourges, dove i suoi genitori si sono conosciuti, per diventare un'artista. Alan le racconta la sua storia - come ha scritto un romanzo, poi ha vissuto in Francia per otto anni con la moglie del suo editore, cercando di scrivere un altro - e Gabrielle si innamora immediatamente di lui.
Gabrielle mostra ad Alan i suoi dipinti e gli legge la sua poesia preferita di François Villon. Boze Hertzlinger, un robusto dipendente del locale che corteggia invano Gabrielle, si ingelosisce, così Alan decide di andarsene chiedendo un passaggio ai signori Chisholm, una ricca coppia di turisti; ma dopo pochi minuti si imbattono in Duke Mantee, un famigerato gangster in fuga dalla polizia, la cui auto è in panne. Duke e la sua banda rubano la macchina dei Chisholm e si dirigono alla tavola calda, dove il gangster ha organizzato un appuntamento con la sua ragazza Doris per fuggire insieme in Messico. Anche Alan, i Chisholm e il loro autista fanno ben presto ritorno alla tavola calda, venendo presi in ostaggio insieme agli altri.
Alan, indifferente alla situazione, impegna Duke in una vivace conversazione definendolo "l'ultimo grande apostolo del rude individualismo". Dopo aver sventato un tentativo di ribellione di Boze, Duke scopre che Doris è stata catturata e ha rivelato il luogo del loro appuntamento alla polizia. Mentre la polizia e gli agenti federali convergono sul locale, Duke si prepara a fuggire annunciando che porterà i Chisholm con lui. Ispirato dall'atto di coraggio di Boze, Alan estrae la sua polizza di assicurazione sulla vita dalla sua borsa e la modifica rendendo Gabrielle la beneficiaria. Poi obbliga Duke a ucciderlo, in modo che Gabrielle possa utilizzare i soldi dell'assicurazione per realizzare il suo sogno di trasferirsi in Francia. Mentre Duke viene catturato, Alan muore tra le braccia di Gabrielle con la certezza che la ragazza sfuggirà alla sua esistenza senza uscita per realizzare i propri sogni.

## Distribuzione

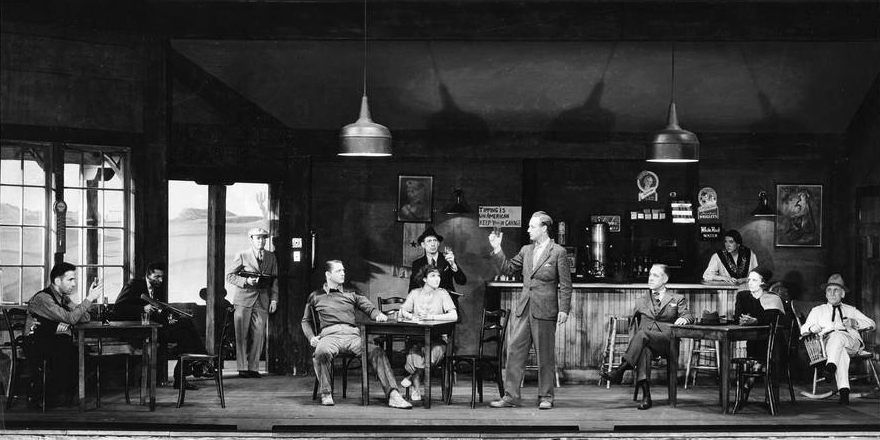
Una rappresentazione del dramma a Broadway nel 1935

### Date di uscita
Le date di uscita internazionali sono state:
- 8 febbraio 1936 negli Stati Uniti
- 8 aprile in Argentina (El bosque petrificado)
- 2 maggio in Francia (La forêt pétrifiée)
- 25 giugno in Messico (La selva petrificada)
- 21 agosto in Danimarca (Den forstenede skov)
- 28 settembre in Svezia (Mannen som sålde sitt liv)
- 19 ottobre in Italia
- 27 novembre nei Paesi Bassi (Vlammende harten)
- 29 giugno 1937 in Portogallo (A floresta petrificada)
- 19 dicembre 1944 in Spagna (El bosque petrificado)
- 13 giugno 1947 in Finlandia (Kivettynyt metsä)

### Edizione italiana
Poiché il doppiaggio italiano d'epoca eseguito alla Fono Roma è andato perduto, il film fu ridoppiato dalla Sinc Cinematografica su dialoghi di Susanna Piferi per la trasmissione su Raidue il 9 febbraio 1986 nel ciclo Bette Davis: L'orgoglio di essere diva. Non essendo disponibile nemmeno la colonna internazionale, vennero interamente rifatti gli effetti sonori e le musiche, appositamente composte da Gino Peguri.

### Edizioni home video

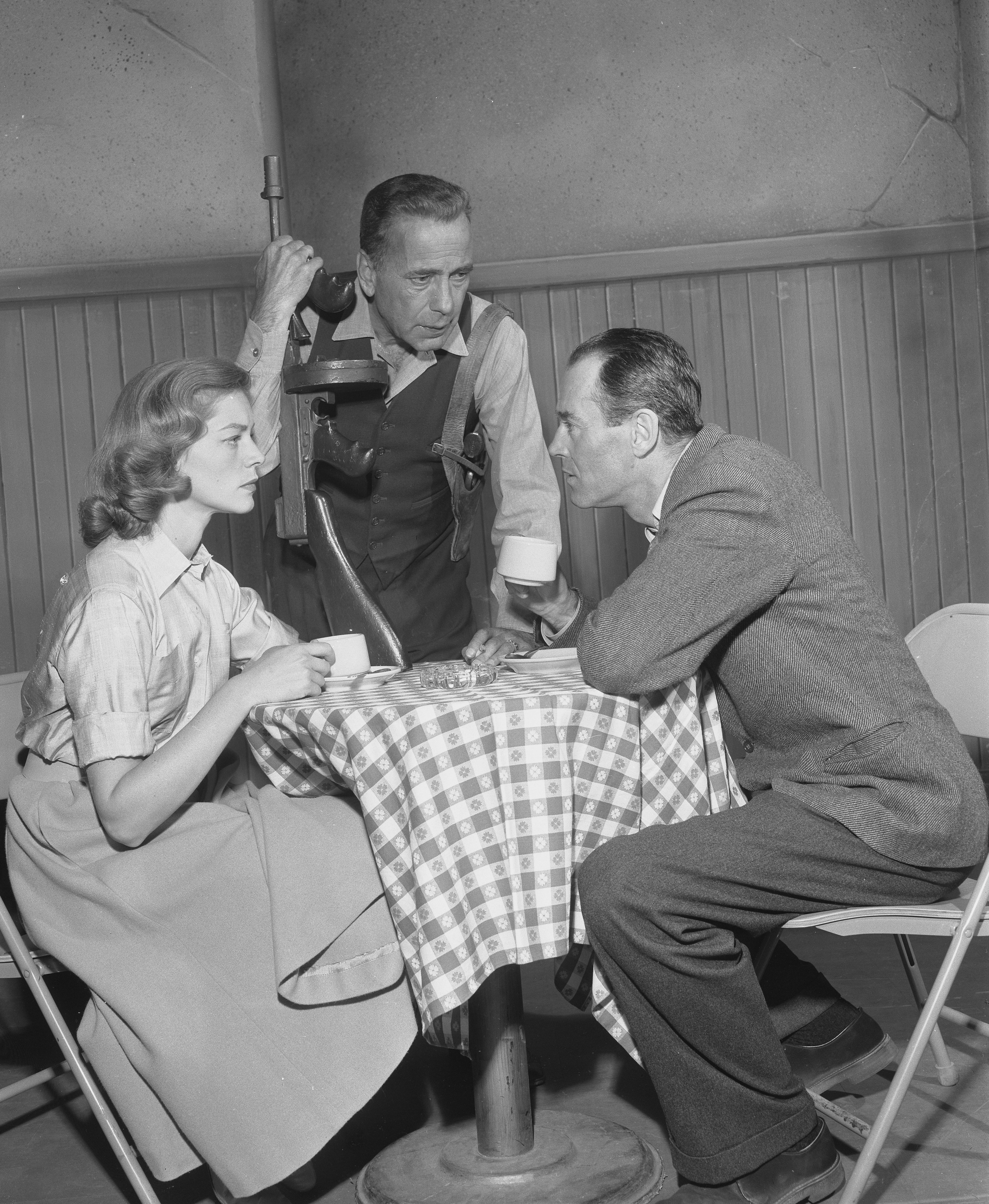
Lauren Bacall, Humphrey Bogart ed Henry Fonda nell'adattamento TV del 1955

Il film fu distribuito in DVD-Video dalla Warner Home Video il 25 gennaio 2005 in America del Nord e il 16 marzo in Italia. Il DVD include come extra un commento audio non sottotitolato di Eric Lax, la rassegna presentata da Leonard Maltin Warner Night at the Movies con cinegiornale di quell'anno e trailer de Le belve della città insieme ai corti Rhythmitis e Ballando fra le stelle, un adattamento in radiodramma del 1940 con Bogart, Tyrone Power e Joan Bennett, la featurette The Petrified Forest: Menace in the Desert e il trailer originale. Il 21 maggio 2013 la Warner ha distribuito in America del Nord un'edizione Blu-ray Disc con gli stessi extra.
Il 22 luglio 2016 la A&R Productions ha distribuito in Italia una nuova edizione DVD a due dischi: il primo disco include il film con una galleria fotografica, locandine e il trailer, mentre il secondo disco presenta un adattamento televisivo del dramma (con Bogart, Henry Fonda e Lauren Bacall) trasmesso in diretta sulla NBC il 30 maggio 1955 nella serie Producers' Showcase, sottotitolato in italiano. Il 25 febbraio 2021 il film è stato nuovamente distribuito in DVD dalla Terminal Video Italia su licenza Sinister Film, in quella che è sostanzialmente una versione monodisco dell'edizione precedente.

## Accoglienza

### Critica
Il film fu accolto in modo principalmente positivo dalla critica. Il sito Rotten Tomatoes ha raccolto nove recensioni tutte positive, con un voto medio di 7,6. Frank Nugent, scrivendo per The New York Times, ne sottolineò la fedeltà al testo teatrale ed elogiò cast e regia, pur ammettendo che forse il dramma era più efficace sul palco. Variety espresse apprezzamenti sulla recitazione e sui tocchi di commedia nelle scene più drammatiche. Leonard Maltin gli assegna tre stelle e mezza su cinque, definendolo un "solido adattamento" e "teatrale, ma estremamente ben recitato e sorprendentemente fresco".